# 1189. grenadirski polk (Wehrmacht)
1189. grenadirski polk (izvirno nemško 1189. Grenadier-Regiment; kratica 1189. GR) je bil pehotni polk Heera v času druge svetovne vojne.

## Zgodovina
Polk je bil ustanovljen 26. avgusta 1944 kot sestavni del 577. ljudskogrenadirske divizije; še v času oblikovanja so polk preimenovali v 103. grenadirski polk.